# Manuel Antonio Campuzano y Peralta
Manuel Antonio de Campuzano y Peralta (1728, Santander-1786, Segovia). Noble español, IV conde de Mansilla, gentilhombre de Cámara, bibliófilo.

## Familia y servicio real
La casa de los Campuzano que daría lugar a los condes de Mansilla tiene su solar en las cercanías de la cántabra Torrelavega. Ya en el siglo XVI destacaban y en la centuria siguiente se hace I conde de Mansilla, en 1689, a Antonio de Campuzano y de la Riva, nacido en 1635. Debió morir pasado 1700 pues en 1698 funda una capellanía. Estuvo en Guatemala y allí hizo fortuna, asentándose en Santander al regresar a la península. El Mansilla que nos ocupa era hijo de Manuel Antonio de Campuzano y Junco, III conde de Mansilla, afincado en Santander, y de Antonia de Peralta y Menéndez, de familia notable arraigada en Segovia. A los 17 años es caballero de la Orden de Santiago, luego militar, capitán de regimiento, y en 1750 ya es gentilhombre de Cámara de Fernando VI, conservándose su expediente en el Archivo General de Palacio. Fue también coronel de milicias de Segovia. De esta ciudad era asimismo su prima hermana Ana María de Peralta, con la que casó en 1747, siendo hija única. El lazo con los Peraltas segovianos era así muy estrecho al casar padre e hijo con dos de ellas, parientes.
El mismo año de su muerte, en 1786, hizo pagos a otros nobles por los censos que tenían sobre sus estados, como el que hizo al marqués de Vallecerrato, Manuel Joaquín Cañas y Acuña. A tenor de diversos documentos, Mansilla siempre tuvo muchas deudas. Esta razón hubo de ser la causa principal de venta de la biblioteca familiar tras la muerte del conde. De hecho, se recoge en algunos estudios de historia de Segovia que "tuvo suntuosísimo entierro en la capilla de la Santísima Trinidad" de la ciudad.

## La librería de Mansilla
No se sabe con certeza si la biblioteca, que estaba en Segovia, se empezó a formar allí, por los Peraltas, o la llevaron desde Santander los Campuzano, más bien parece lo primero pues los Peralta segovianos, asentados en la ciudad desde 1623, eran de cuantioso patrimonio, que les venía de los Martínez de Peralta originarios de la castellana Simancas y que estuvieron en América (en El Callao de Lima, Charcas, y en ciudades de Chile). Los Martínez de Peralta habían sido oidores en Audiencias, los Peraltas posteriores regidores en Segovia y no eran en efecto personas ajenas al saber impreso. Pero sí sabemos que el IV conde, el gentilhombre de Cámara, fue bibliófilo pues tuvo su exlibris, que puso en todos sus libros. El exlibris es su escudo con las armas de los Campuzano, de los Peralta, y de alguno de sus linajes antecesores. Cortado y partido, bajo corona nobiliaria y sobre cruz de Santiago, se describe: 1º, De gules, un castillo de oro acostado de dos flores de lis de lo mismo; De azur, una montaña de su color, y en ella una cueva de la que sale corriendo un can de sable (Campuzano); 2º, Medio partido, De azur, cruz flordelisada de oro; De plata, águila explayada de sable; De gules, torre de plata (Campuzano); 3º, De gules, un grifo rampante de oro, alado y armado de azur, bordura de gules con cadena de Navarra de oro (Peralta); De plata, nueve armiños de sable puestos en tres palos de tres, bordura de gules con ocho calderos de sable (Cifuentes); al exterior, como reflejo de su condición militar, se hallan estandartes y tambores, y en lo alto el moto en filacteria Ars longa vita brevis, la célebre frase aforística originaria de Grecia, de Hipócrates, y muy usada en la antigua Roma.
La encuadernación de los libros con esta procedencia es, muy mayoritariamente, en una pasta granitada o moteada sencilla con someros nervios en la lomera y un tejuelo rosa. La sensación que transmiten las piezas es de haber sido todas encuadernadas en un taller local segoviano, desconocido, solvente de ejecución pero no de nivel por ausencia de hierros u otros elementos artísticos. El exlibris no suele ir en contratapas sino al vuelto de hoja de guarda o de portada.

### El ingreso de la librería de Mansilla en la Real Biblioteca
Carlos IV tuvo sin duda conocimiento de la biblioteca del conde debido al trato que tuviera con él como gentilhombre de Cámara. Tras morir el conde en 1786 se hubo de adquirir poco después, en un momento de compras importantes por parte del todavía Príncipe de Asturias para la Librería de Cámara real. Por un memorial de 1790 de Manuel Antonio Álvarez, que sirvió en la Real Biblioteca, se sabe que ya entonces estaban los libros de Mansilla en ella y, según se deduce, desde hacía unos años, yendo el mismo a Segovia a traerse dicha librería, como se dice. La clave nos la da un testamento de 1793, el de Antonio Alfonso de Campuzano, "hijo legítimo y único", como declara en el mismo, del IV conde y de doña Ana de Peralta. Esta, su madre, vendió la biblioteca al rey según se dice en el mismo: "...la Librería, que la ha vendido mi señora madre después de la muerte de su Esposo y mi Padre, a nuestro Augusto Soberano el Señor Don Carlos Quarto en ocho mil Ducados, que porque sin duda balía mucho más la gratificó S.M. con un Relox de oro guarnecido de brillantes de tres esferas y otras barias Alajas...". Es decir entre 1786 y 1790, más bien muy al poco de morir el conde, debió de comprarla Carlos de Borbón que, tan amante de los relojes, quiso agradecer la venta de la librería a la viuda -muerta en 1803- con uno, seguramente de su propia colección.
Fueron esos años ochenta capitales en adquisiciones para la Librería de Cámara. Entonces, por ejemplo, se cierra el trato con el VIII marqués de Malpica, Manuel Fernández de Córdoba de la rica biblioteca del I conde de Gondomar, Diego Sarmiento de Acuña, aunque hasta casi veinte años después no se hace efectivo el pago, por parte de Fernando VII a costa de su bolsillo real privado, ingresando esta en 1806.

### Piezas notables de Mansilla en la Real Biblioteca
Su biblioteca fue elogiada por Campomanes y constaba de más de 1 500 volúmenes pues esta es la cifra presente hoy de registros en IBIS, la base de datos de la Real Biblioteca, equivalentes a más volúmenes pues cada registro es una obra y evidentemente las hay en multivolumen y se hallan ejemplares con dicho exlibris en otros importantes depósitos librarios, como la Biblioteca Nacional de España o la Biblioteca Histórica Marqués de Valdecilla, de la Universidad Complutense de Madrid. El que estos libros no se hallen hoy en la Real Biblioteca debió deberse sin duda a que ya existían esas ediciones en la misma, caso de las dos mencionadas.
Relevantes ejemplares de la Real Biblioteca tienen procedencia Mansilla. Incluso, se ha especulado en que la pieza que contiene La Celestina en su fragmento manuscrito más antiguo conocido venga de los Peralta segovianos Con total certeza, algunos incunables sí que tienen dicha procedencia vía Mansilla, con su exlibris, al igual que muchos impresos de los siglos XVI y XVII. Entre los incunables, podemos mencionar al Fasciculus temporum de Wernerius Rolewinck en una edición veneciana de 1485 (I/197), que es uno de los incunables ilustrados más célebres y que fue el primer incunable ilustrado español en 1480; las Vidas de Plutarco en la famosa edición en folio de los compañeros alemanes de Sevilla, 1491 (I/59-60); o un incunable español de Burgos, Fadrique de Basilea, 1497, la Defecerunt o suma de confesión de Antonino de Florencia, en I/156. Sin duda, la colección bibliográfica merece un estudio de conjunto propio y comparativo con el de otras bibliotecas nobiliarias dieciochescas.